# Don Mansale
Don Mansale (10 ottobre 1991) è un calciatore e giocatore di calcio a 5 vanuatuano, di ruolo attaccante.

## Carriera

### Club
Ha sempre giocato nel campionato vanuatuano.

### Nazionale
Ha esordito in nazionale nel 2015, partecipando alla Coppa d'Oceania del 2016.